# Microphidias bacteriopis
Microphidias bacteriopis är en fjärilsart som beskrevs av Edward Meyrick 1937. Microphidias bacteriopis ingår i släktet Microphidias och familjen plattmalar. Inga underarter finns listade i Catalogue of Life.